# Rumination
《Rumination》 2021년 11월 22일 발매된 SF9의 10번째 미니 앨범.

## 개요
SF9 10TH MINI ALBUM ‘RUMINATION’
SF9 아이덴티티, ‘치명적인 섹시함’ 결정판이 될 ‘RUMINATION’
-SF9 미니 10집, 영빈·인성 듀엣곡X주호 자작곡까지.. ‘SF9 전곡 참여’
-스케일있는 퍼포먼스로 담아낸 타이틀곡 ‘Trauma’
-SF9 영광의 세계 다룬 ‘9lory’ 시리즈 프리퀄
SF9이 그룹 아이덴티티의 결정판이 될 열 번째 미니 앨범 ‘RUMINATION’으로 돌아온다.
미니 10집 ‘RUMINATION’은 SF9의 ‘9lory(글로리)’ 세계관 프리퀄로 ‘9lory’ 이전, 현실 세계에 흩어져 있던 SF9 아홉 명의 히스토리를 담았다. 이번 앨범에서는 아홉 개의 기억 파편들을 하나로 모아 서로의 상처를 치유하고 결국 함께 앞으로 나아갈 SF9의 모습을 그려낸다. SF9은 ‘끊임없이 반복되는 기억’(RUMINATION)들로 힘들어하지만, 아픈 감정의 고리를 끊고 하나된 모습으로 새로운 미래를 약속한다.
SF9은 타이틀곡 ‘Trauma’를 통해 우리가 지닌 다양한 감정의 모양을 스케일 있는 퍼포먼스로 표현해낸다. 영화 같은 무드의 스토리와 함께 SF9 전매특허 치명적인 섹시함을 담은 감각적인 퍼포먼스가 무대 위에서 매력적으로 펼쳐진다.
이번 미니 10집에는 SF9 멤버 전원이 전곡 작업에 참여해 눈길을 끌며 꿈, 사랑, 이별, 고마움 등 다양한 감정을 앨범 전체에 녹여냈다. R&B 발라드 곡 ‘Memory’, 파워풀한 에너지가 돋보이는 ‘Dreams’, 절제된 감성을 이끌어낸 ‘Gentleman’, 멤버 영빈과 인성의 듀엣 곡 ‘잠시 (On And On)’, 에너제틱하고 스타일리쉬한 분위기의 ‘Scenario’, 팬들을 향한 소중한 진심을 담은 주호의 자작곡 ‘오늘이라서 (For Fantasy)’까지 총 일곱 가지 다채로운 장르의 곡이 담겼다.
흩어져 있던 아홉 개의 파편을 모아 영광스러운(‘9lory’) 순간으로 가는 길 앞에 한데 모인 SF9. 감정의 파편이 퍼즐처럼 한데 모여 다시 하나가 된 것처럼 먼 훗날 결국 하나가 되어있을 SF9을 그려본다.

## 수록곡
| 01 | Trauma TITLE                   | Trauma TITLE                                            | Trauma TITLE            |
| 01 | 한성호, 영빈, 주호, 휘영       | Daniel Kim, Takey                                       | Daniel Kim              |
| 02 | Memory                         | Memory                                                  | Memory                  |
| 02 | 한성호, 영빈                   | Taesung Kim, The Aristocrats, Tiyon ‘TC’ Mack, Moon Kim | The Aristocrats         |
| 03 | Dreams                         | Dreams                                                  | Dreams                  |
| 03 | 김수윤, 영빈, 주호, 휘영, 찬희 | 박수석, 서지은, Moon Kim, 봉원석, 김수윤                | 박수석, 서지은, 봉원석  |
| 04 | Gentleman                      | Gentleman                                               | Gentleman               |
| 04 | 한성호, 영빈, 주호, 휘영, 찬희 | Daniel Kim, Takey                                       | Daniel Kim              |
| 05 | 잠시 (On And On)               | 잠시 (On And On)                                        | 잠시 (On And On)        |
| 05 | 한성호, 영빈                   | 박수석, Moon Kim, 서지은                                | 박수석, 서지은          |
| 06 | Scenario                       | Scenario                                                | Scenario                |
| 06 | 한성호, 영빈, 주호, 휘영, 찬희 | Daniel Kim, Johan Nyback                                | NYBAECK                 |
| 07 | 오늘이라서(For Fantasy)        | 오늘이라서(For Fantasy)                                 | 오늘이라서(For Fantasy) |
| 07 | SF9                            | 주호, 정진욱                                            | 주호, 정진욱            |

## 음반
| 《RUMINATION》 한터 차트 초동 판매량 |            |            |                      |
| 날짜                                 | 일간판매량 | 누적판매량 | 비고                 |
| 11월 22일 (1일차)                    | 68,2**     | 68,2**     | 발매 시작            |
| 11월 23일 (2일차)                    | 10,2**     | 78,5**     |                      |
| 11월 24일 (3일차)                    | 21,1**     | 99,7**     |                      |
| 11월 25일 (4일차)                    | 15,7**     | 115,4**    | 10만장 돌파          |
| 11월 26일 (5일차)                    | 30,2**     | 145,7**    | 자체 커리어하이 경신 |
| 11월 27일 (6일차)                    | 12,7**     | 158,4**    |                      |
| 11월 28일 (7일차)                    | 10,0**     | 168,5**    |                      |
| 초동 판매량                          | 168,5**    | 168,5**    |                      |

## 뮤직비디오
| 〈Trauma〉 YouTube 조회 수 추이 |         |                        |      |         |                  |      |
| 연도                            | 조회 수 | 날짜                   | 간격 | 조회 수 | 날짜             | 간격 |
| 2022년                          | 500만   | 11월 8일(공개 352일차) | 시간 | 1000만  | 월 일(공개 일차) | 시간 |
| 2022년                          | 1500만  | 월 일(공개 일차)       | 시간 | 2000만  | 월 일(공개 일차) | 시간 |
| 2022년                          | 2500만  | 월 일(공개 일차)       | 시간 | 3000만  | 월 일(공개 일차) | 시간 |
| 2022년                          | 3500만  | 월 일(공개 일차)       | 시간 | 4000만  | 월 일(공개 일차) | 시간 |

## 여담
- 영빈의 말에 따르면 Memory는 2-3년 전 앨범의 타이틀이었다고 한다. 작곡가의 트위터를 보면 메모리가 2019년 RPM, 나만 그래 등을 쓸때 함께 만든 곡이라고 하니 RPM 앨범을 준비하던 시기 타이틀이었던듯. 참고로 나만 그래도 RPM 앨범의 타이틀 후보였다고 한다.
- 위와 같은 브이앱에서 젠틀맨은 이번 루미네이션 앨범의 또 다른 타이틀 후보곡이었다고 한다. 타이틀급 수록곡이 아니라 진짜 타이틀곡들을 때려박은 앨범
- 이 앨범을 기점으로 SF9도 군백기에 들어갔다.
- 2023년 9월 18일 로운이 탈퇴하면서 9인조로 활동한 마지막 앨범이 되었다.